# Haledromia
Haledromia is een geslacht van kreeftachtigen uit de klasse van de Malacostraca (hogere kreeftachtigen).

## Soort
- Haledromia bicavernosa (Zietz, 1888)